# なぜに君は帰らない
「なぜに君は帰らない」（なぜにきみはかえらない）は、CHAGE&ASKA（現：CHAGE and ASKA）の楽曲。自身の34作目のシングルとして、ポニーキャニオンから1993年11月19日に発売された。

## 背景・リリース
1993年10月10日に発売されたオリジナル・アルバム『RED HILL』からリカットされた作品。「You are free」と同時発売された。ASKAは、『RED HILL』を制作している段階で本作と「You are free」をシングル化することを考えていたという。さらにこのシングルカットは『RED HILL』を紹介するためであり、音楽ランキングの何作連続1位記録にこだわっていないと公言している:235,401。

## 収録曲
| #         | タイトル                                        | 作詞          | 作曲          | 編曲      | 時間  |
| --------- | ----------------------------------------------- | ------------- | ------------- | --------- | ----- |
| 1.        | 「なぜに君は帰らない」                          | 飛鳥涼        | 飛鳥涼        | 十川知司  | 4:42  |
| 2.        | 「Knock」                                       | 飛鳥涼        | CHAGE         | 井上鑑    | 6:24  |
| 3.        | 「WHITE CHRISTMAS」                             | Irving Berlin | Irving Berlin | 服部隆之  | 5:13  |
| 4.        | 「なぜに君は帰らない （オリジナル・カラオケ）」 | -             | 飛鳥涼        | 十川知司  | 4:40  |
| 合計時間: | 合計時間:                                       | 合計時間:     | 合計時間:     | 合計時間: | 20:59 |

## 楽曲解説
1. なぜに君は帰らない
SUBARU「Impreza」CMソング。フジテレビ系ドラマスペシャル『振り返れば奴がいる』エンディングソング。
アルバムとしての価値観を出すためにも必要だった楽曲で、ASKAは「YAH YAH YAH」を意識していたが、完成したら別のものとして仕上がっているとも思えたという[3]。
アルバム『RED HILL』の収録時には前曲「夜明けは沈黙のなかへ」から繋がっている構成で、楽曲の冒頭にコーラスが若干残っているが[4]、シングルではその部分はカットしてある。 その為、アルバムとの違いは「夜明けは沈黙のなかへ」のコーラスがイントロに残っているかいないかだけだがシングルバージョンと言える。
2. Knock
作曲はCHAGE（現：Chage）だが、ASKAがメインボーカルを担っている。
CHAGEとASKA出演の日本航空 CMソング[注 2]。
アルバム『Yin&Yang』に新たにリミックスされたバージョンが収録されているのみ、オリジナルバージョンは本作のみに収録。
3. WHITE CHRISTMAS
ビング・クロスビーのカバー。
4. なぜに君は帰らない （オリジナル・カラオケ）

## 収録アルバム
国内盤
- RED HILL (#1)※「夜明けは沈黙のなかへ」から繋がっている構成で、冒頭に「夜明けは沈黙のなかへ」のエンディングが残っている為、厳密にはアルバム・ヴァージョン
- Yin&Yang (#2)※リミックス・ヴァージョン
- SUPER BEST BOX SINGLE HISTORY 1979-1994 AND Snow Mail (#1,#3)
- CHAGE and ASKA VERY BEST NOTHING BUT C&A (#1)
- Snow Mail add 3 songs (#3)

海外盤
- GREATEST HITS (#1)